# TOB1
TOB1 (англ. Transducer of ERBB2, 1) – білок, який кодується однойменним геном, розташованим у людей на короткому плечі 17-ї хромосоми. Довжина поліпептидного ланцюга білка становить 345 амінокислот, а молекулярна маса — 38 155.
| 10         |  | 20         |  | 30         |  | 40         |  | 50         |
| ---------- |  | ---------- |  | ---------- |  | ---------- |  | ---------- |
| MQLEIQVALN |  | FIISYLYNKL |  | PRRRVNIFGE |  | ELERLLKKKY |  | EGHWYPEKPY |
| KGSGFRCIHI |  | GEKVDPVIEQ |  | ASKESGLDID |  | DVRGNLPQDL |  | SVWIDPFEVS |
| YQIGEKGPVK |  | VLYVDDNNEN |  | GCELDKEIKN |  | SFNPEAQVFM |  | PISDPASSVS |
| SSPSPPFGHS |  | AAVSPTFMPR |  | STQPLTFTTA |  | TFAATKFGST |  | KMKNSGRSNK |
| VARTSPINLG |  | LNVNDLLKQK |  | AISSSMHSLY |  | GLGLGSQQQP |  | QQQQQPAQPP |
| PPPPPPQQQQ |  | QQKTSALSPN |  | AKEFIFPNMQ |  | GQGSSTNGMF |  | PGDSPLNLSP |
| LQYSNAFDVF |  | AAYGGLNEKS |  | FVDGLNFSLN |  | NMQYSNQQFQ |  | PVMAN      |

A: Аланін

C: Цистеїн

D: Аспарагінова кислота

E: Глутамінова кислота

F: Фенілаланін

G: Гліцин

H: Гістидин

I: Ізолейцин

K: Лізин

L: Лейцин

M: Метіонін

N: Аспарагін

P: Пролін

Q: Глутамін

R: Аргінін

S: Серин

T: Треонін

V: Валін

W: Триптофан

Кодований геном білок за функцією належить до фосфопротеїнів. 
Локалізований у цитоплазмі, ядрі.